# Casa-fàbrica Altayó
La casa-fàbrica Altayó era un conjunt d'edificis situats als carrers de Sant Pere Més Baix, 19 i de la Mare de Déu del Pilar, 3 de Barcelona, actualment desapareguts.

## Història
El 1836, el teixidor de seda o «veler» Francesc Altayó i Olivé, en qualitat de cònsol del gremi, i juntament amb Joan Escuder va adreçar un memorial a la Reina Regent Maria Cristina defensant polítiques proteccionistes. El 1840, va establir un conveni amb els cònjuges Martí Serra (usufructuari) i Francesca Milans (propietària), residents a Arenys de Mar, pel qual es faria càrrec de les obres de millora de la finca, i a canvi, aquests la hi llogarien, i va demanar permís per a remuntar-hi un «pis-quadra» al carrer de Sant Pere Mitjà i la transformació total del front del carrer d'en Cuc (actualment de la Mare de Déu del Pilar), segons el projecte del mestre d'obres Pau Jambrú i Badia. Segons les cartes de pagament, hi van intervenir a més el fuster Joan Martí, el manyà Francesc Majó, l'estanyer i vidrier Joan Camaló i el pintor Josep Sagarra.
La seva fàbrica figurava a la Guía de forasteros en Barcelona del 1842 i es va presentar a l'Exposició del 1844 sota la raó social Francesc Altayó i Cia, un dels socis de la qual era el veler Salvador Daldon i que es va dissoldre a mitjans del 1847. Altayó va morir el 10 de desembre del 1861, i el 1863 la fàbrica figurava a nom de Joaquim Ferrer i Cia.
El 1887, el mestre d'obres terrassenc Jaume Comerma i Torrella (autor del Pavelló de la Premsa de l'Exposició Universal del 1888) va demanar permís per a enderrocar els edificis i reconstruir-los de nou, però va morir aquell mateix any sense poder-ho realitzar. El 1889, la seva vídua Margarida Barrera va demanar permís per a dur a terme l'enderroc i anul·lar el projecte de reconstrucció, i així poder vendre el solar. Finalment, la finca va ser reeedificada per un altre propietari.

## Referències

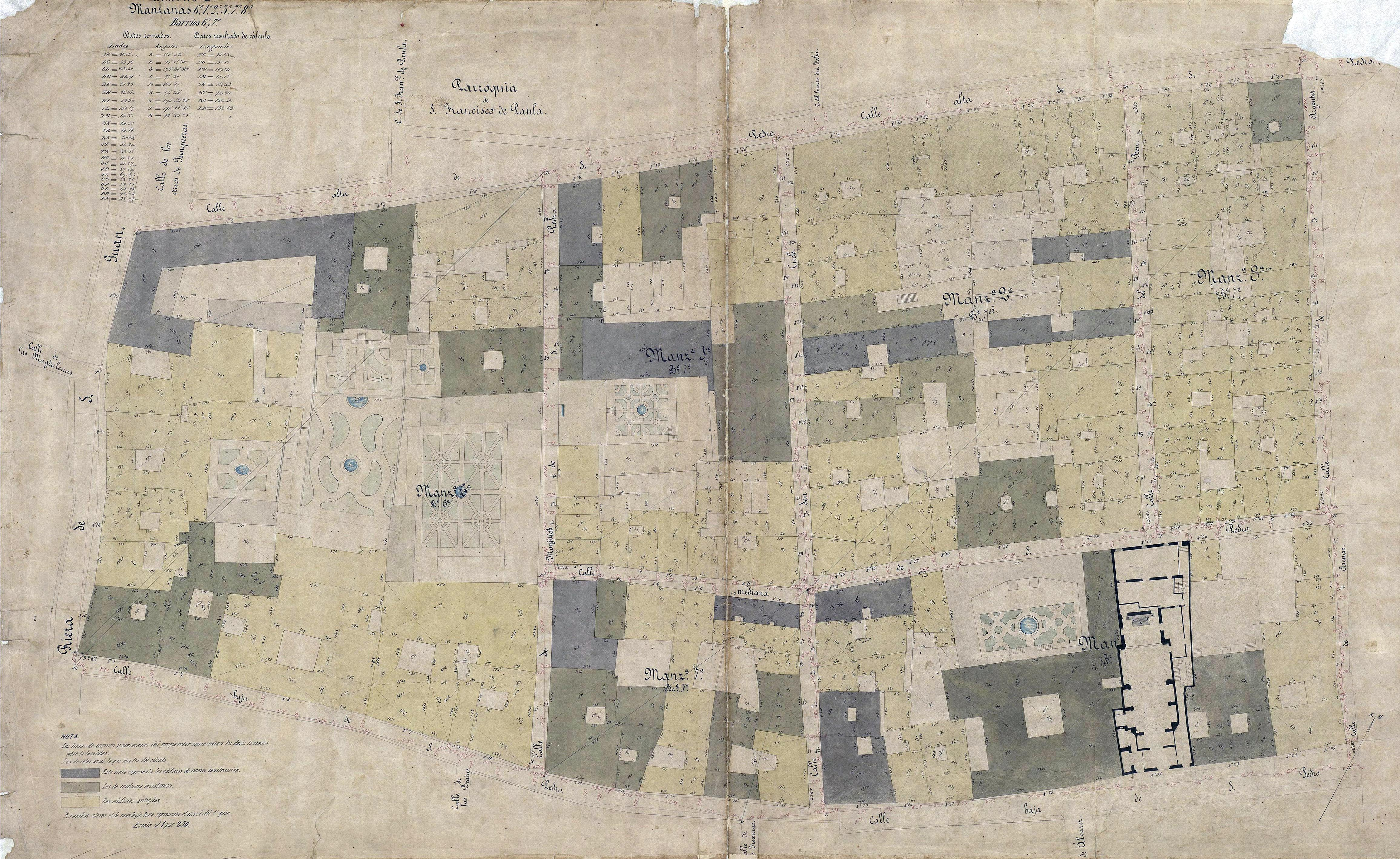
Quarteró núm. 24 de Garriga i Roca (c. 1860)